# Horace Leslie Birks
Horace Leslie Birks, britanski general, * 7. maj 1897, † 25. marec 1985.